# 極楽はどこだ
「極楽はどこだ」（ごくらくはどこだ）は、ホフディランの8枚目のシングル。1998年11月6日にTamagawa Recordsより発売された。

## 概要
前作『欲望』から1年4か月ぶりに発売された。
「極楽はどこだ」は小宮山雄飛、「ハロー ハロー ハロー」は渡辺慎によるリード・ボーカル曲である。
表題曲はNHK教育テレビ『天才てれびくん』内のコーナー「MTK」でカバーされている。
収録されているインストバージョンは全て最後まで演奏されているが、ヴォーカル入りのバージョンではフェードアウトやカットアウトで終わっている。また、「あまりに大きな君」のインストバージョンにはコーラスが収録されているためAlternativeと表記されている。

## 収録曲
※全編曲：ホフディラン
1. 極楽はどこだ (4:37)
作詞・作曲：小宮山雄飛
フジテレビ系『空飛ぶ!ネプTビビ』オープニング・テーマ
2. ハロー ハロー ハロー (3:24)
作詞・作曲：渡辺慎
3. あまりに大きな君 (2:37)
作詞・作曲：小宮山雄飛
4. あまりに大きな君 (Alternative) (3:11)
5. ハロー ハロー ハロー (Instrumental) (3:47)
6. 極楽はどこだ (Instrumental) (4:59)